# Narain Kartikejan
Kumar Nam Narain Kartikejan (tamilsko குமார் ராம் நாராயண் கார்த்திகேயன்), indijski dirkač Formule 1, * 14. januar 1977, Coimbatore, Indija.
Narain Kartikejan je sploh prvi indijski dirkač v zgodovini Formule 1. Debitiral je v sezoni 2005, ko se je z razmeroma nekonkurenčnim Jordanon uvrščal izven prve deseterice, razen na kontroverzni dirki za Veliko nagrado ZDA, kjer je v konkurenci le šestih dirkačev zasedel četrto mesto. Z uvrstitvijo dirke za Veliko nagrado Indije na koledar dirk Formule 1, so se povečale tudi njegove možnosti za vrnitev v Formulo 1, nazadnje je nastopal za HRT F1.

## Popolni rezultati Formule 1
(legenda) (odebeljene dirke pomenijo najboljši štartni položaj, poševne pa najhitrejši krog, †-uvrščen kljub odstopu)
| Leto | Moštvo                  | Šasija        | Motor              | 1       | 2       | 3       | 4      | 5       | 6       | 7       | 8       | 9     | 10     | 11      | 12      | 13     | 14      | 15      | 16     | 17     | 18      | 19      | 20     | Prv | Toč |
| ---- | ----------------------- | ------------- | ------------------ | ------- | ------- | ------- | ------ | ------- | ------- | ------- | ------- | ----- | ------ | ------- | ------- | ------ | ------- | ------- | ------ | ------ | ------- | ------- | ------ | --- | --- |
| 2005 | Jordan Grand Prix       | Jordan EJ15   | Toyota RVX-05 V10  | AVS 15  | MAL 11  | BAH Ret | SMR 12 | ŠPA 13  | MON Ret | EU 16   | KAN Ret | ZDA 4 | FRA 15 | VB Ret  | NEM 16  | MAD 12 | TUR 14  | ITA 20  |        |        |         |         |        | 18. | 5   |
| 2005 | Jordan Grand Prix       | Jordan EJ15B  | Toyota RVX-05 V10  |         |         |         |        |         |         |         |         |       |        |         |         |        |         |         | BEL 11 | BRA 15 | JAP 15  | KIT Ret |        | 18. | 5   |
| 2011 | Hispania Racing F1 Team | Hispania F111 | Cosworth CA2011 V8 | AVS DNQ | MAL Ret | KIT 23  | TUR 21 | ŠPA 21  | MON 17  | KAN 17  | EU 24   | VB    | NEM TD | MAD     | BEL     | ITA    | SIN TD  | JAP TD  | KOR TD | IND 17 | ABU     | BRA     |        | 26. | 0   |
| 2012 | HRT F1 Team             | HRT F112      | Cosworth CA2012 V8 | AVS DNQ | MAL 22  | KIT 22  | BAH 21 | ŠPA Ret | MON 15  | KAN Ret | EU 18   | VB 21 | NEM 23 | MAD Ret | BEL Ret | ITA 19 | SIN Ret | JAP Ret | KOR 20 | IND 21 | ABU Ret | ZDA 22  | BRA 18 | 24. | 0   |